# Franz Fröhlich (Ingenieur)
Franz Fröhlich (* 25. Dezember 1898 in Graz; † 13. August 1983 in Berlin) war ein österreichischer Ingenieur, Manager und Hochschullehrer.

## Leben
Franz Fröhlich studierte an der Technischen Hochschule Graz. Er diente als Soldat im Ersten Weltkrieg und arbeitete von 1926 bis 1929 als  Konstrukteur für Dampfmaschinen bei der Grazer Firma Andritz. Im Jahr 1929 wechselte er zur Firma Borsig in Tegel, wo er nach erfolgter Promotion in Graz 1933 zum Oberingenieur und Leiter des Dampfmaschinenbaus des mittlerweile zu Rheinmetall-Borsig umfirmierten Unternehmens wurde. 1936 übernahm Fröhlich die Leitung des gesamten Kolbenverdichterbaus von Rheinmetall-Borsig. 1950 wurde er Vorstandsmitglied der Borsig AG.
Von 1946 bis 1969 an lehrte Franz Fröhlich an der Technischen Universität Berlin; vom März 1946 als Privatdozent und vom Januar 1953 bis 1969 als außerplanmäßiger Professor für Kolbenarbeitsmaschinen. Ab dem Sommersemester 1967 war er von den Lehrverpflichtungen befreit.
Franz Fröhlich gehörte mit der Mitgliedsnummer 29233 dem Verein Deutscher Ingenieure (VDI) und dem Berliner Bezirksverein des VDI an. Von 1953 bis 1957 war er Vorstandsmitglied des Bezirksvereins. Er war Mitglied der Berliner Atomkommission, Vorstandsmitglied der Gesellschaft zur Förderung des Instituts für Brennstofftechnik an der Technischen Universität Berlin
und gehörte dem Senat der Deutschen Forschungsgemeinschaft an.